# Mountain Championship 1933
Mountain Championship 1933 je bila enaintrideseta in zadnja neprvenstvena dirka v sezoni Velikih nagrad 1933. Odvijala se je 21. oktobra 1933 na britanskem dirkališču Brooklands.

## Rezultati

### Dirka
| Poz | Št | Dirkač             | Moštvo    | Dirkalnik        | Krogi | Čas/Odstop |
| --- | -- | ------------------ | --------- | ---------------- | ----- | ---------- |
| 1   | 2  | Whitney Straight   | Privatnik | Maserati 26M     | 10    | 9:31.2     |
| 2   | 8  | Piero Taruffi      | Earl Howe | Bugatti T51      | 10    | 9:34.0     |
| 3   | 11 | Brian Lewis        | Privatnik | Alfa Romeo Monza | 10    | 9:43.4     |
| 4   | 4  | Lindsay Eccles     | Privatnik | Bugatti T35C     | 10    | 10:26.4    |
| Ods | 9  | Raymond Mays       | Privatnik | Riley »White«    | 1     | Zavrten    |
| Ods | 1  | T.A.S.O. Mathieson | Privatnik | Bugatti T35C     | 0     | Gorivo     |
| Ods | 10 | Malcolm Campbell   | Privatnik | Bugatti T51      | 0     | Trčenje    |
| Ods | 3  | Tim Rose-Richards  | Privatnik | Sunbeam          | 0     | Trčenje    |
| DNS | 6  | Ron Horton         | Privatnik | MG K3            |       | Trčenje    |